# 圣洛伦索 (厄瓜多尔)
圣洛伦索是厄瓜多尔的一座城市，位于埃斯梅拉达斯省。该市地处厄瓜多尔北部海岸，与邻国哥伦比亚仅相距18公里。
圣洛伦索曾经与高地城市伊瓦拉有铁路相通，后因年久失修而废弃。其为厄瓜多尔重要的轻木与象牙椰出口地。